# Charles Sumner

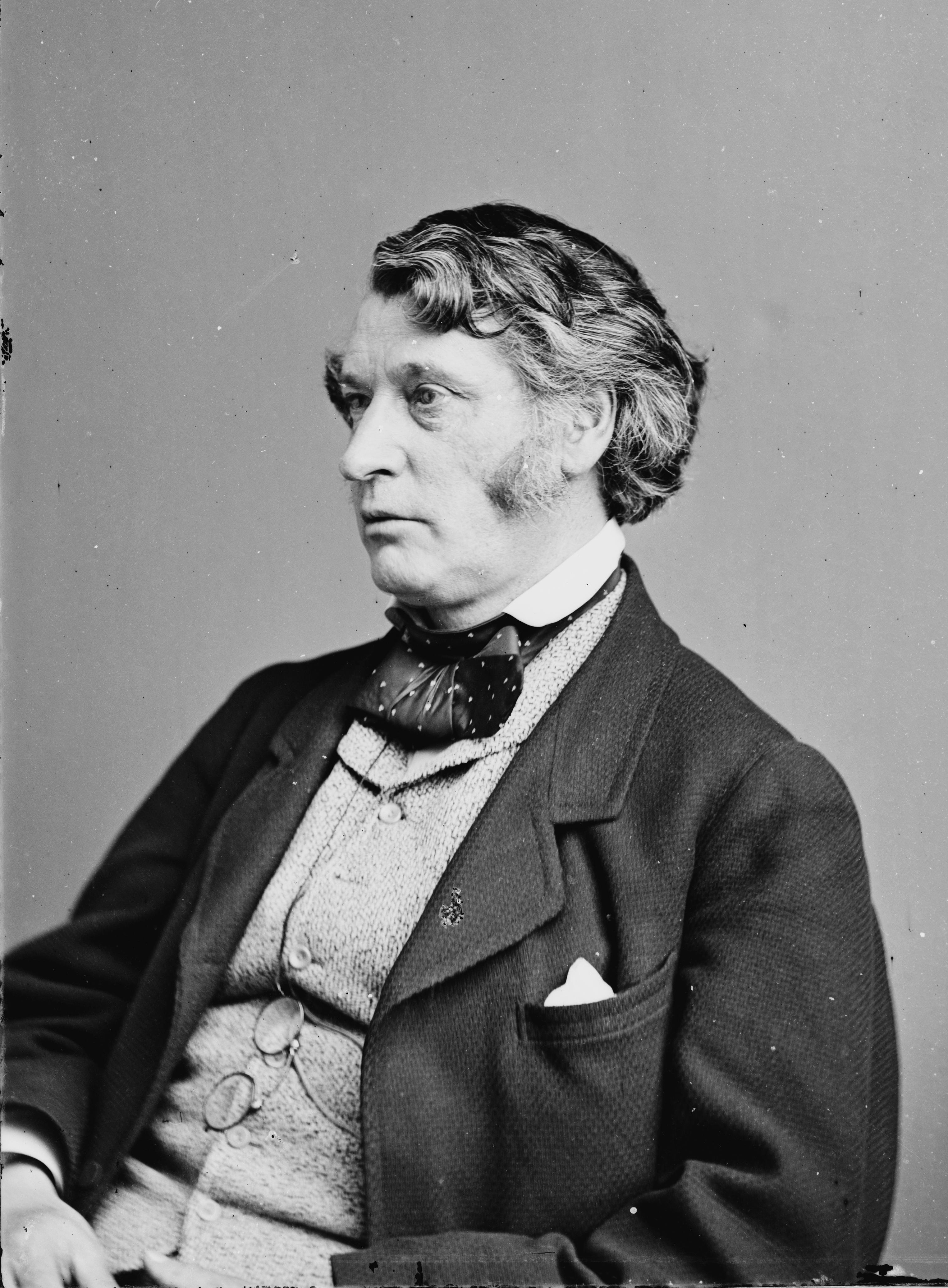
Charles Sumner

Charles Sumner (* 6. Januar 1811 in Boston, Massachusetts; † 11. März 1874 in Washington, D.C.) war ein amerikanischer Politiker. Er war Senator von Massachusetts.

## Leben
Sumner besuchte die Harvard University und lehrte seit 1836 an der Harvard Law School das Recht der Vereinigten Staaten sowie das Völkerrecht. Von 1837 bis 1840 bereiste Sumner England, Deutschland, Frankreich und Italien. Nachdem er nach Boston zurückgekehrt war, nahm er seine juristische Praxis wieder auf und gab 1844 bis 1846 zusammen mit James Charles Perkins eine Ausgabe von Veseys Reports in 20 Bänden heraus.

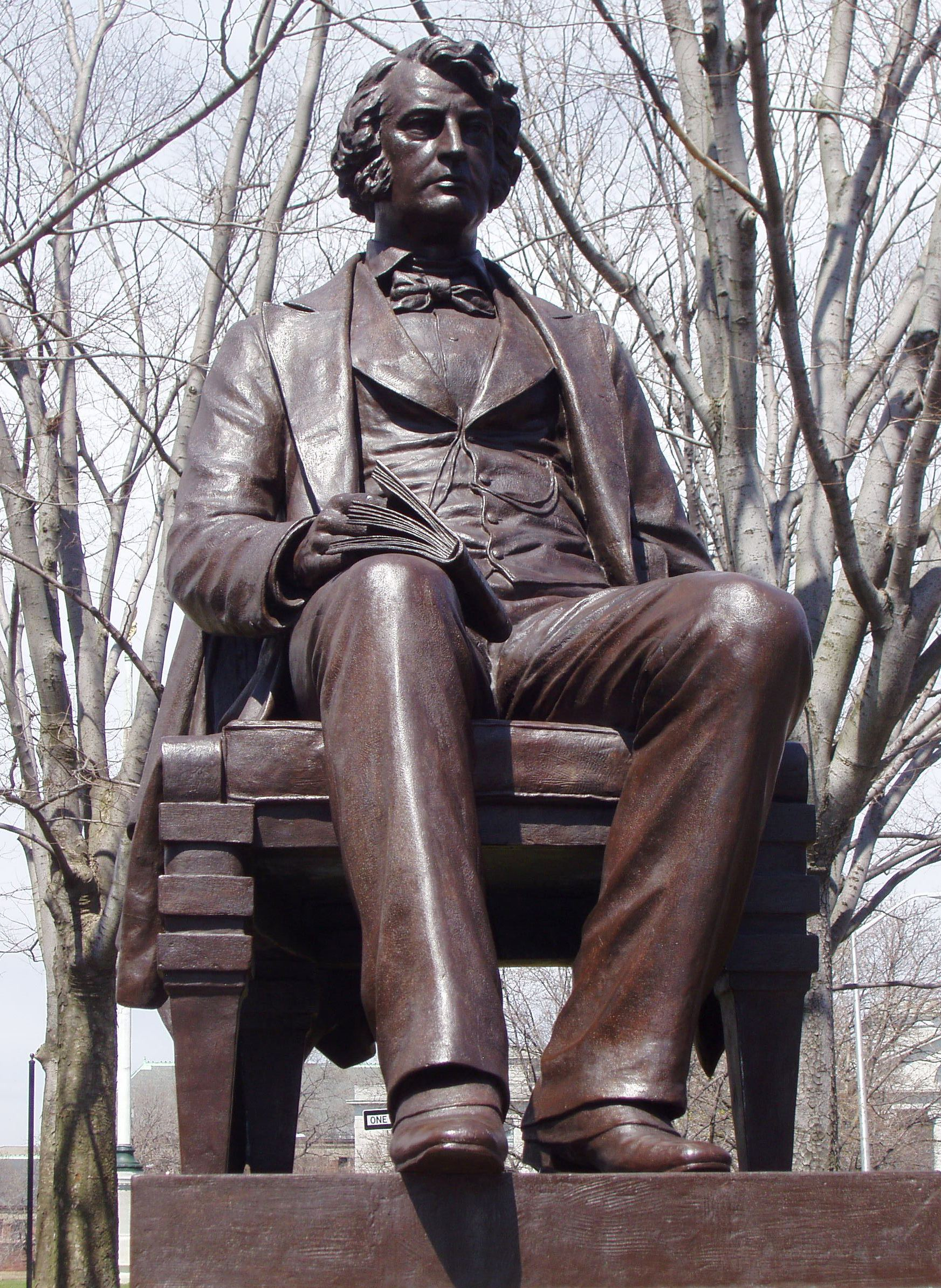
Denkmal für Charles Sumner in Cambridge

Im Jahr 1845 schloss sich Sumner der Whig Party an, wechselte aber 1848 zur Free Soil Party über und wurde 1851 in den US-Senat gewählt. Hier zeichnete er sich als ausgezeichneter Redner und konsequenter Gegner der Sklaverei aus. In seiner Rede über die Verhältnisse der Sklaven in Kansas griff er im Mai 1856 die Verhältnisse im Süden der USA so scharf an, dass er vom Repräsentanten von South Carolina, Preston Brooks, nach der Sitzung überfallen und schwer verletzt wurde. Von Historikern wird dies als Brooks-Sumner-Affäre bezeichnet. Danach ging Sumner nach Europa und trat erst 1859 wieder in den Senat ein. Anschließend war er Vorsitzender des Senatsausschusses für Auswärtige Angelegenheiten und spielte während des Amerikanischen Bürgerkriegs eine herausragende Rolle in der Gesetzgebung des Bundes. 1865 wurde er in die American Academy of Arts and Sciences gewählt.
In seiner Schrift The Case of the United States nahm Sumner in der Alabamafrage eine gegenüber England äußerst feindliche Haltung ein. Obwohl er anfangs die Wahl Ulysses S. Grants 1868 unterstützt hatte, wurde er bald einer seiner erbittertsten Gegner. Er trat dann für Horace Greeley als Präsidentschaftskandidaten ein und setzte im Senat noch die bürgerliche Gleichstellung der Afroamerikaner durch.
Charles Sumner starb am 11. März 1874 in Washington an einem Herzinfarkt. Er wurde in der Rotunde des United States Capitol aufgebahrt. Er ist auf dem Mount Auburn Cemetery in Cambridge, Massachusetts, beigesetzt worden. Das Haus in Boston, in dem er mehr als 30 Jahre lang lebte, wurde 1973 unter der Bezeichnung Charles Sumner House als National Historic Landmark in das National Register of Historic Places eingetragen.

## Posthume Ehrungen
Nach Sumner sind benannt:
- Sumner Tunnel in Boston, Massachusetts
- Charles Sumner House, Sumners Haus in Boston
- Charles Sumner Elementary School in Roslindale, Massachusetts
- Charles Sumner School und Charles Sumner Museum in Washington, D.C.
- Sumner Elementary School in Syracuse, New York, heute Peace-Sumner Headstart Preschool
- Sumner Elementary School in Topeka, Kansas, diese Schule ist heute geschlossen. Sie spielte eine Schlüsselrolle in der historischen Gerichtsentscheidung  Brown v. Board of Education. Sie gehört heute zum National Register of Historic Places
- Sumner Academy of Arts & Science in Kansas City, Kansas
- Sumner County, Kansas
- Sumner, Iowa
- Sumner, Nebraska
- Sumner, Washington
- Sumner, Oregon
- Charles Sumner Av., Distrito Nacional, Dominikanische Republik, El Caribe
- SS Charles Sumner ein Frachtschiff, das im Zweiten Weltkrieg eingesetzt wurde